# Leonard Matlovich

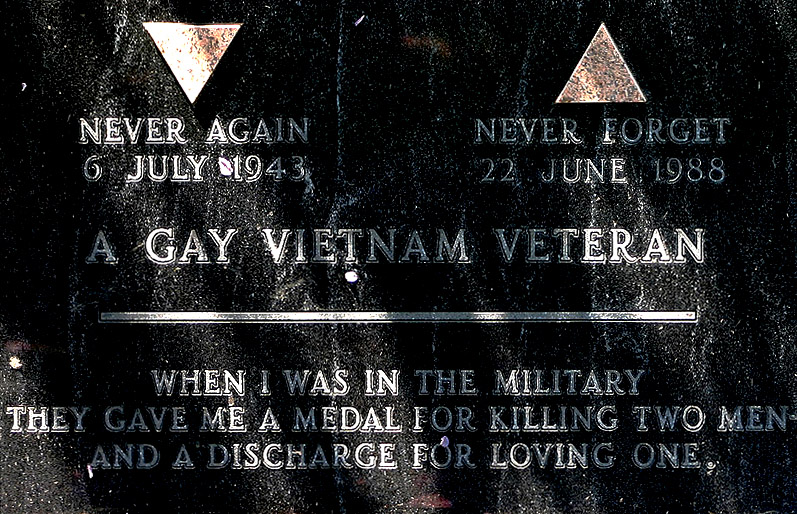
Tumba de Leonard Matlovich: «Cuando estuve en el ejército me dieron una medalla por matar a dos hombres y me expulsaron por amar a uno.».

Leonard Matlovich (Savannah, Georgia, 6 de julio de 1943 - 22 de junio de 1988) fue un soldado y activista LGBT de Estados Unidos.
Matlovich fue condecorado por sus servicios durante la Guerra de Vietnam con el Corazón púrpura y la Estrella de bronce. Durante la década de 1970, fue un hombre conocido a través de los medios de comunicación de Estados Unidos. Luchó, tras su «salida del armario», por seguir en el ejército de los Estados Unidos. Esta lucha pública tuvo como consecuencia que se escribieran artículos en periódicos como el The New York Times y apareciese en un programa de la televisión NBC. Matlovich apareció en la portada de Time el 8 de septiembre de 1975, con lo que Matlovich se convirtió en ejemplo para muchos soldados homosexuales de servicio en ejército de EE. UU.

## Biografía
Matlovich nació en Savannah (Georgia). Su padre era soldado de la Fuerza Aérea, por lo que su infancia la pasó en diversas bases aéreas, principalmente en el sur de los Estados Unidos. Matlovich y su hermana fueron educados en la religión católica. Según declaraciones que haría más tarde, a los 20 era un «racista blanco» y un «patriota de ondear bandera». Matlovich ingresó en el ejército y fue a Vietnam. Allí fue herido de gravedad en una misión, al pisar sobre una mina terrestre en Da Nang. Volvió a los Estados Unidos y recibió por sus servicios dos condecoraciones, el Purple Heart y el Bronze Star.
En los años siguientes, Matlovich estuvo estacionado entre otros lugares en Florida, cerca de Fort Walton Beach. Allí visitó por primera vez en secretos bares gais de Pensacola y se hizo cada vez más consciente de su orientación sexual. En 1975 estuvo estacionado en la Base Aérea de Langley, donde decidió revelar su orientación sexual a sus superiores, tomando como ejemplo la decisión del Tribunal Supremo de los Estados Unidos Brown v. Board of Education de 1954 contra la segregación racial. Seis meses después fue despedido. El ejército le permitía la vuelta si firmaba un papel según el que se comprometía a no volver a tener relaciones homosexuales. Matlovich llevó al ejército a los tribunales y ganó tras varias instancias en 1980 una indemnización de 160.000 dólares.
Durante la época de los juicios, Matlovich se hizo mormón y se trasladó a Hampton en Virginia. Debido a su homosexualidad pública, fue excomulgado el 7 de octubre de 1975 en Norfolk, Virginia, y de nuevo el 17 de enero de 1979 por La Iglesia de Jesucristo de los Santos de los Últimos Días, después de que apareciese en el programa de Phil Donahue.
En la década de 1980 se trasladó a California, donde se asentó en San Francisco. En los años siguientes se comprometió como activista LGBT. Abrió una pizzería en Russian River, en California, y más tarde trabajó para la Ford como vendedor de coches. Esa misma década enfermó de sida e hizo público este hecho en el programa de noticias Good Morning America. El 22 de junio de 1988, Matlovich murió a consecuencia del sida. Fue enterrado en el Cementerio del Congreso. En su tumba puede leerse: «Cuando estuve en el ejército me dieron una medalla por matar a dos hombres y me expulsaron por amar a uno».
Cerca de su tumba se encuentra la del director del FBI J. Edgar Hoover.